# Orford (circonscription provinciale)
Pour les articles homonymes, voir Orford.
Circonscription électorale provinciale du Canada
Orford est une circonscription électorale provinciale du Québec, située dans la région de l'Estrie. Elle a été créée en 1972. La ville principale de la circonscription est Magog.

## Historique
La circonscription d'Orford a été créée lors de la refonte de la carte électorale de 1972. Elle comprenait alors la plus grande partie de la circonscription de Stanstead, qui cessa alors d'exister, ainsi que la partie ouest de Sherbrooke et une petite section de Shefford. De légers ajustements de ses limites eurent lieu en 1980, 1985, 1988 et 2001, principalement avec Sherbrooke et Saint-François. En 2011 un changement important de limites a été effectué, alors que plusieurs municipalités situées à l'ouest et au nord-ouest du lac Memphrémagog se sont ajoutées à Orford en provenance de Brome-Missisquoi, tandis que d'autres municipalités étaient transférées à Saint-François au sud-est et que la partie ouest de la ville de Sherbrooke, jusque-là dans Orford, était transférée dans Richmond.

## Territoire et limites
La circonscription comprend les municipalités de :
- Austin
- Ayer's Cliff
- Bolton-Est
- Bonsecours
- Eastman
- Hatley (municipalité)
- Hatley (municipalité de canton)
- Lawrenceville
- Magog
- North Hatley
- Ogden
- Orford
- Potton
- Sainte-Anne-de-la-Rochelle
- Saint-Benoît-du-Lac
- Sainte-Catherine-de-Hatley
- Saint-Étienne-de-Bolton
- Stanstead (ville)
- Stanstead (canton)
- Stukely-Sud

## Liste des députés
| Législature                                           | Années       | Député        | Député               | Parti            |
| ----------------------------------------------------- | ------------ | ------------- | -------------------- | ---------------- |
| Orford Créée depuis Shefford, Sherbrooke et Stanstead |              |               |                      |                  |
| 30e                                                   | 1973–1976    |               | Georges Vaillancourt | Libéral          |
| 31e                                                   | 1976–1981    |               | Georges Vaillancourt | Libéral          |
| 32e                                                   | 1981–1985    |               | Georges Vaillancourt | Libéral          |
| 33e                                                   | 1985–1989    |               | Georges Vaillancourt | Libéral          |
| 34e                                                   | 1989–1994    | Robert Benoît |                      | Libéral          |
| 35e                                                   | 1994–1998    | Robert Benoît |                      | Libéral          |
| 36e                                                   | 1998–2003    | Robert Benoît |                      | Libéral          |
| 37e                                                   | 2003–2007    | Pierre Reid   |                      | Libéral          |
| 38e                                                   | 2007–2008    | Pierre Reid   |                      | Libéral          |
| 39e                                                   | 2008–2012    | Pierre Reid   |                      | Libéral          |
| 40e                                                   | 2012–2014    | Pierre Reid   |                      | Libéral          |
| 41e                                                   | 2014–2018    | Pierre Reid   |                      | Libéral          |
| 42e                                                   | 2018–2022    |               | Gilles Bélanger      | Coalition avenir |
| 43e                                                   | 2022–présent |               | Gilles Bélanger      | Coalition avenir |

## Résultats électoraux
|                                                                                               | Nom                       | Parti                    | Nombre de voix | %      | Maj.  |
| --------------------------------------------------------------------------------------------- | ------------------------- | ------------------------ | -------------- | ------ | ----- |
|                                                                                               | Gilles Bélanger (sortant) | Coalition avenir         | 14 084         | 42,9 % | 8 786 |
|                                                                                               | Kenza Sassi               | Québec solidaire         | 5 298          | 16,2 % | -     |
|                                                                                               | Vicki-May Hamm            | Libéral                  | 4 917          | 15 %   | -     |
|                                                                                               | Monique Allard            | Parti québécois          | 4 463          | 13,6 % | -     |
|                                                                                               | Martin Lamontagne Lacasse | Conservateur             | 3 567          | 10,9 % | -     |
|                                                                                               | Mark Gandey               | Parti canadien du Québec | 354            | 1,1 %  | -     |
|                                                                                               | Joel Lacroix              | Démocratie directe       | 109            | 0,3 %  | -     |
| Total                                                                                         | Total                     | Total                    | 32 792         | 100 %  |       |
| Le taux de participation lors de l'élection était de 71,2 % et 319 bulletins ont été rejetés. |                           |                          |                |        |       |

|                                                                                               | Nom                      | Parti               | Nombre de voix | %      | Maj.  |
| --------------------------------------------------------------------------------------------- | ------------------------ | ------------------- | -------------- | ------ | ----- |
|                                                                                               | Gilles Bélanger          | Coalition avenir    | 12 117         | 40,1 % | 4 569 |
|                                                                                               | Guy Madore               | Libéral             | 7 548          | 25 %   | -     |
|                                                                                               | Annabelle Lalumière-Ting | Québec solidaire    | 5 406          | 17,9 % | -     |
|                                                                                               | Maxime Leclerc           | Parti québécois     | 3 744          | 12,4 % | -     |
|                                                                                               | Stéphanie Desmeules      | Vert                | 881            | 2,9 %  | -     |
|                                                                                               | Joseph Tremblay-Bonsens  | Conservateur        | 344            | 1,1 %  | -     |
|                                                                                               | Tommy Poulin             | Citoyens au pouvoir | 211            | 0,7 %  | -     |
| Total                                                                                         | Total                    | Total               | 30 251         | 100 %  |       |
| Le taux de participation lors de l'élection était de 70,7 % et 420 bulletins ont été rejetés. |                          |                     |                |        |       |

|                                                                                               | Nom                    | Parti            | Nombre de voix | %      | Maj.  |
| --------------------------------------------------------------------------------------------- | ---------------------- | ---------------- | -------------- | ------ | ----- |
|                                                                                               | Pierre Reid (sortant)  | Libéral          | 13 055         | 44,1 % | 5 288 |
|                                                                                               | Michel Breton          | Parti québécois  | 7 767          | 26,2 % | -     |
|                                                                                               | Marc-Alexandre Bourget | Coalition avenir | 6 227          | 21 %   | -     |
|                                                                                               | Patricia Tremblay      | Québec solidaire | 2 291          | 7,7 %  | -     |
|                                                                                               | Denis Spick            | Option nationale | 273            | 0,9 %  | -     |
| Total                                                                                         | Total                  | Total            | 29 613         | 100 %  |       |
| Le taux de participation lors de l'élection était de 72,8 % et 387 bulletins ont été rejetés. |                        |                  |                |        |       |

|                                                                                               | Nom                   | Parti                  | Nombre de voix | %      | Maj.  |
| --------------------------------------------------------------------------------------------- | --------------------- | ---------------------- | -------------- | ------ | ----- |
|                                                                                               | Pierre Reid (sortant) | Libéral                | 11 448         | 36,6 % | 1 888 |
|                                                                                               | Michel Breton         | Parti québécois        | 9 560          | 30,5 % | -     |
|                                                                                               | Jean L'Écuyer         | Coalition avenir       | 7 558          | 24,1 % | -     |
|                                                                                               | Patricia Tremblay     | Québec solidaire       | 1 687          | 5,4 %  | -     |
|                                                                                               | Guillaume Corriveau   | Vert                   | 554            | 1,8 %  | -     |
|                                                                                               | Marie-Hélène Martin   | Option nationale       | 356            | 1,1 %  | -     |
|                                                                                               | Serge Trottier        | Coalition constituante | 134            | 0,4 %  | -     |
| Total                                                                                         | Total                 | Total                  | 31 297         | 100 %  |       |
| Le taux de participation lors de l'élection était de 78,1 % et 291 bulletins ont été rejetés. |                       |                        |                |        |       |

## Référendums
|  | Référendum                     | % du OUI | % du NON | Taux de participation |
|  | Référendum de 1980             | 33,65 %  | 66,35 %  | 86,43 %               |
|  | Accord de Charlottetown (1992) | 46,34 %  | 53,66 %  | 82,74 %               |
|  | Référendum de 1995             | 47,31 %  | 52,69 %  | 93,98 %               |